# Soveja
Soveja es una comuna ubicada en el distrito de Vrancea, Rumania.

## Superficie
Posee una superficie de 95,45 kilómetros cuadrados.

## Demografía
Hasta 2021 la población era de 2007 habitantes, con una densidad de población de 21,03 habitantes por kilómetro cuadrado.